# زاگرباکا بانکا
زاگرباکا بانکا (به کرواتی: Zagrebačka banka) شرکت خدمات مالی و بانکداری کروات است، که از سال ۲۰۰۲ از زیرمجموعه‌های بانک ایتالیایی یونی‌کردیت به‌شمار می‌آید و هم‌اکنون بزرگترین بانک کرواسی محسوب می‌شود.
زاگرباکا بانکا در سال ۱۹۱۴ توسط دولت وقت جمهوری فدرال سوسیالیستی یوگسلاوی تأسیس شد و در سال ۱۹۸۹ خصوصی گردید. شعبه مرکزی این بانک در شهر زاگرب، کرواسی قرار دارد و بخشی از سهام آن در بازارهای بورس لندن، دویچه بورزه و بورس زاگرب دادوستد می‌شود. زاگرباکا خدمات خود را در کشورهای مستقر در اروپای مرکزی و اروپای شرقی ارائه می‌نماید.